# Richard Taylor (cineasta)
Richard Taylor (Patumahoe, década de 1960) é um cineasta, figurinista, maquiador e especialista em efeitos visuais neozelandês. Venceu o Oscar de melhores efeitos visuais na edição de 2002 por The Lord of the Rings: The Fellowship of the Ring (que também lhe condecorou com melhor maquiagem), com Jim Rygiel, Randall William Cook, e Mark Stetson edição de 2006 por King Kong, ao lado de Brian Van't Hul, Christian Rivers e Joe Letteri; o Oscar de melhor maquiagem e penteados pelo filme The Lord of the Rings: The Return of the King (que também lhe condecorou com melhor figurino).